# Odd Christian Eiking
Odd Christian Eiking (ur. 28 grudnia 1994 w Stord) – norweski kolarz szosowy.

## Osiągnięcia
Opracowano na podstawie:

2014
- 3. miejsce w mistrzostwach Norwegii (start wspólny)
- 2. miejsce w Giro Ciclistico della Valle d’Aosta Mont Blanc

2015
- 3. miejsce w Ringerike Grand Prix
- 1. miejsce w klasyfikacji młodzieżowej Tour of Norway
- 3. miejsce w Grand Prix Priessnitz spa
- 1. miejsce w mistrzostwach Norwegii U23 (start wspólny)
- 2. miejsce w mistrzostwach Norwegii (start wspólny)
- 1. miejsce na 2. etapie Giro Ciclistico della Valle d’Aosta Mont Blanc

2016
- 1. miejsce na 1. etapie La Méditerranéenne (jazda drużynowa na czas)
- 1. miejsce w klasyfikacji młodzieżowej Tour of Norway

2017
- 1. miejsce w Boucles de l’Aulne

2018
- 2. miejsce w Grand Prix Cycliste La Marseillaise
- 1. miejsce na 3. etapie Tour de Wallonie

2019
- 3. miejsce w Classic de l’Ardèche
- 3. miejsce w Grand Prix de Plumelec-Morbihan
- 1. miejsce w klasyfikacji górskiej Arctic Race of Norway
  - 1. miejsce na 3. etapie

2021
- 2. miejsce w Arctic Race of Norway

2022
- 2. miejsce w Coppa Sabatini

## Rankingi
| Rok             | 2013  | 2014 | 2015 | 2016 | 2017 | 2018 | 2019 | 2020 | 2021 | 2022 | 2023 | 2024 |
| --------------- | ----- | ---- | ---- | ---- | ---- | ---- | ---- | ---- | ---- | ---- | ---- | ---- |
| UCI World Tour  |       |      |      | -    | 196. | -    |      |      |      |      |      |      |
| World Ranking   |       |      |      | 318. | 311. | 359. | 194. | 983. | 100. | 310. | 485. | 395. |
| UCI Europe Tour | 1152. | 163. | 101. | 163. | 272. | 296. | 160. | 769. | 84.  | 249. | -    | -    |
| UCI Asia Tour   | -     | -    | -    | -    | -    | 178. |      |      |      |      |      |      |
|                 |       |      |      |      |      |      |      |      |      |      |      |      |
| Źródło: UCI     |       |      |      |      |      |      |      |      |      |      |      |      |